# 악귀인 서림각라씨
악귀인 서림각라씨 (鄂貴人 西林覺羅氏, 1733년 ~ 1808년)는 만주 양황기 기인, 순무 악락순의 딸이자 보화전 대학사 악이태의 조카손녀이자, 건륭제의 귀인이다.

## 생애
옹정 11년 (1733년) 3월 24일에 태어났다.
악귀인의 숙조부 악이태는 옹정제의 총신이다. 악귀인 일가는 악이태의 직계 후손은 아니지만, 황제에게 많은 사랑을 받았다. 옹정 3년 악귀인의 고모가 이현친왕 윤상의 4남 홍교에게 주어졌다가, 건륭 10년에 악이태가 죽자, 옹정제가 남긴 인사에서 빨리 벗어나, 측근 대신들로 갈았고, 그 후 건륭 20년 호중조 사건으로 숙성 악이태 일족을 징치하였는데, 악귀인의 아버지는 죄를 받지 않았지만 소금상을 갈취하여 사사(賜死)되었으며, 악귀인은 악이태 사망 후, 가문이 청산되기 전에 입궁하였다. 건륭 12년 8월 10일, 군기대신 눌친 등이 악민 이녀를 위해 상진 한자 곡절 사은으로 선발된 것은 저술에 의하여 신명을 보낸 일로, 절강해 수비 비도 악민에게 편지를 보냈다. 건륭 13년 1월에 어(漁)상재로 입궁하였는데, 정확한 입궁 시기는 알려지지 않았으며, 어상재는 궁중기록물에서 상재의 제일 마지막 순서로 정해졌다.
건륭 60년 (1795년) 9월 3일, 건륭제가 15황자 옹염을 황태자로 선포하고, 그해 12월, 40여년간 상재의 지위에 있던 서림각라씨가 악귀인으로 진봉했다. 가경 원년, 궁중에서 서림각라씨를 악태귀인이라 불렀다. 서림각라씨는 가경 원년까지 55년이 넘도록, 건륭제를 섬겼고, 그 경력은 잠저 출신인 완귀비 진씨 다음으로 길다. 그래서 《餵馬檔》에는 악귀인이 가경 12년 (1807년), 완귀비 진씨가 죽자 청동릉으로 이송할 진씨를 정안장에 가서 배웅했다는 기록이 있다.
가경 13년 4월 25일, 악귀인이 훙거하면서 광록사에서 처리한 백일 내 탁상 장 등의 비용만 은 1052냥이 들었다. 악귀인은 가경제가 즉위하기 전, 건륭제의 후궁들 중 제일 마지막으로 사망한 사람으로, 건륭제가 가경 3년에 건륭제의 후궁으로 보낸 진귀인 부찰씨와 수귀인을 제외하면 마지막 사람이다. 가경 14년 3월 18일, 그녀는 수귀인과 함께 청동릉 유릉비원침에 묻혔다. 악귀인의 봉분은 다섯번째 줄로, 서쪽에서 동쪽으로 세어서 두번째에 있다.

## 가족
|        | 이름   | 배우자                                                                                    | 내용 |
| ------ | ------ | ----------------------------------------------------------------------------------------- | --- |
| 6대조  | 둔대   | 각로발카의 여동생 (니양고의 딸이자, 영고탑 패륵 덕세고의 손녀. 흥조 직황제 복만의 증손녀) | 좌령. 청초 족속을 거느리고 돌아오는데, 누르하치는 중히 여김. 둔대의 누이를 파도로군 왕례돈에게 시집보내라고 명함. |
| 5대조  | 투몬   |                                                                                           | 여러번 종5대신을 따라 정벌을 가고, 전사함. 홍타이지가 애도를 표하여 그 가문에 비어세직을 주었다. |
| 고조부 | 도언도 |                                                                                           | 좌령, 참령, 낭중 등을 지냄. 서공에 일운기위가 추가, 특명독리에 청기사를 두었음. 많은 사람들이 그의 공정한 처신에 탄복함 |
| 증조부 | 악배   |                                                                                           | 낭중, 국자감 제주 등을 지냄. 어릴 때부터 책을 읽고 성품이 지나쳤으며, 음식, 의복은 반드시 형제가 먼저, 처와 자식은 후에 라는 규칙. 같은 종족과 같은 기인들이 그를 칭송했고, 평생 정직하고 절개가 있어, 한사람도 사귀지 않았으며, 권세가보다 더 엄격했다.                           |
| 조부   | 악림태 |                                                                                           | 중서 직을 임했다. |
| 고모   |        | 이현친왕 윤상의 4남 영량군왕 홍교의 적복진                                                | |
| 부     | 악락순 |                                                                                           | 초명은 악민. 옹정 8년에 진사에 급제하여, 지부, 포정사, 순무 등을 지냄 건륭 21년, 악락순은 소금상 6천여 냥을 갈취하여 소금상 등이 혀를 내두르다가, 경사에 체포되어 자결하라는 명령을 받았으며, 그가 받은 재물은 아직 임소에 남아있어, 건륭제는 윤계선에게 즉시 몰수하도록 명하였다. |
| 모     |        |                                                                                           | 악상재의 어머니가 돌아가셨기 때문에, 건륭 45년 11월 13일, 건륭제는 예에 따라 악상제에게 은 50냥을 하사하여 위로하였다. |